# ASB Classic 2014
ASB Classic 2014 byl tenisový turnaj pořádaný jako součást ženského okruhu WTA Tour, který se hrál na dvorcích s tvrdým povrchem v areálu ASB Tennis Centre. Konal se mezi 30. prosincem 2013 až 4. lednem 2014 v největším novozélandském městě Aucklandu jako 29. ročník turnaje.
Turnaj s rozpočtem 250 000 dolarů patřil do kategorie WTA International Tournaments. Nejvýše nasazenou hráčkou ve dvouhře se stala čtrnáctá tenistka světa Roberta Vinciová z Itálie, která v úvodním kole nestačila na chorvatskou teenagerku a úřadující vítězku juniorky US Open Anu Konjuhovou.

## Ženská dvouhra

### Nasazení
| Stát          | Hráčka              | WTA1) | Nasazení |
| ------------- | ------------------- | ----- | -------- |
| Itálie        | Roberta Vinciová    | 14.   | 1.       |
| Srbsko        | Ana Ivanovićová     | 16.   | 2.       |
| Belgie        | Kirsten Flipkensová | 20.   | 3.       |
| Rumunsko      | Sorana Cîrsteaová   | 22.   | 4.       |
| Spojené státy | Jamie Hamptonová    | 28.   | 5.       |
| Česko         | Lucie Šafářová      | 29.   | 6.       |
| Německo       | Mona Barthelová     | 34.   | 7.       |
| Itálie        | Karin Knappová      | 41.   | 8.       |

- 1) Žebříček WTA k 30. prosinci 2013.

### Jiné formy účasti
Následující hráčky obdržely divokou kartu do hlavní soutěže:
- Andrea Hlaváčková
- Ana Konjuhová
- Tamira Paszeková

Následující hráčky si zajistily postup do hlavní soutěže v kvalifikaci:
- Sharon Fichmanová
- Sačie Išizuová
- Anett Kontaveitová
- Kristýna Plíšková

### Odhlášení
před zahájením turnaje
- Iveta Melzerová
- Naděžda Petrovová (osobní důvody)
- Jelena Vesninová (poranění hlezna)
- Laura Robsonová (poranění zápěstí)

v průběhu turnaje
- Jamie Hamptonová (poranění kyčle)

### Skrečování
- Alexandra Cadanțuová (poranění pravého ramena)

## Ženská čtyřhra

### Nasazení
| Stát     | Hráčka            | Stát          | Hráčka                   | WTA1) | Nasazení |
| -------- | ----------------- | ------------- | ------------------------ | ----- | -------- |
| Česko    | Andrea Hlaváčková | Česko         | Lucie Šafářová           | 28.   | 1.       |
| Zimbabwe | Cara Blacková     | Nový Zéland   | Marina Erakovicová       | 41.   | 2.       |
| Česko    | Lucie Hradecká    | Nizozemsko    | Michaëlla Krajiceková    | 128.  | 3.       |
| Německo  | Mona Barthelová   | Spojené státy | Megan Moultonová-Levyová | 145.  | 4.       |

- 1) Žebříček WTA k 30. prosinci 2013; číslo je součtem umístění obou členek páru.

### Jiné formy účasti
Následující páry obdržely divokou kartu do hlavní soutěže:
- Kirsten Flipkensová /  Ana Ivanovićová
- Abigail Guthrieová /  Sacha Jonesová

## Přehled finále

### Ženská dvouhra
- Ana Ivanovićová vs.  Venus Williamsová 6–2, 5–7, 6–4

### Ženská čtyřhra
- Sharon Fichmanová /  Maria Sanchezová vs.  Lucie Hradecká /  Michaëlla Krajiceková 2–6, 6–0, [10–4]